# Jugureanu, Brăila
Jugureanu este un sat în comuna Ulmu din județul Brăila, Muntenia, România.
La sfârșitul secolului al XIX-lea, satul forma o comună de sine stătătoare, cu 745 de locuitori ce trăiau în 183 de case, în plasa Călmățui din județul Brăila. În comună funcționau o școală mixtă cu 25 de elevi (dintre care o fată) și o biserică zidită de frații Chiriacescu în 1843.
În 1925, comuna Jugureanu era în aceeași plasă și avea 1921 de locuitori. În 1950, cele ea a fost transferată raionului Făurei din regiunea Galați, din care a făcut parte până în 1968. Atunci, comuna Jugureanu a fost desființată și inclusă în comuna Ulmu, care a fost arondată județului Brăila, reînființat.

## Personalități
- Stan Poetaș (1870 - 1919), general român, a copilărit în sat.